# Irene Schmale-Ott
Irene Schmale-Ott (* 27. September 1916 in Durlach; † 6. Oktober 2010 in Staufen im Breisgau) war eine deutsche Historikerin.
Irene Ott war das jüngste von sechs Kindern und legte als einziges Kind im Herbst 1936 die Reifeprüfung ab. Anschließend begann sie ein Studium an der Hochschule für Lehrerbildung Karlsruhe, das sie zwei Jahre später mit dem Staatsexamen für den Lehrerberuf an Volksschulen abschloss. Ab 1939 studierte sie Latein, Deutsch und Geschichte an den Universitäten Marburg, München und Wien. Bei Theodor Mayer wurde sie 1942 in Marburg mit einer Studie über Gerhoch von Reichersberg promoviert. Von 1943 bis 1950 war sie Mitarbeiterin der Abteilung Scriptores der Monumenta Germaniae Historica (MGH). Durch den Krieg wurde die Arbeit zu Beginn des Jahres 1944 nicht mehr in Berlin, sondern in Pommersfelden fortgeführt. 1948 veröffentlichte sie eine Studie über den Regalienbegriff im 12. Jahrhundert. Nach Ende ihrer Tätigkeit bei den MGH am 1. Oktober 1950 konzentrierte sie sich wieder auf den Schuldienst für das Lehramt an Gymnasien. Mit Hilfe eines einjährigen Stipendiums ging Ott 1952 nach Rom. Dort lernte sie Franz-Josef Schmale kennen, der 1964 ordentlicher Professor für mittelalterliche Geschichte an der Ruhr-Universität Bochum werden sollte. 1953 heirateten beide. Zwischen 1955 und 1961 kamen ihre drei Kinder zur Welt, darunter der Historiker Wolfgang Schmale.
Mit ihrem Mann entfaltete sie eine rege wissenschaftliche Produktivität. Mit ihm, aber auch allein bearbeitete sie mehrere Editionen und Übersetzungen im Rahmen der Freiherr-vom-Stein-Gedächtnisausgabe der Wissenschaftlichen Buchgesellschaft besonders zu Quellen zur Geschichte Kaiser Heinrichs IV. Für die MGH legte sie Editionen zu der ottonischen Vita Brunonis Ruotgers (1951) von Ruotger von Köln und des stauferzeitlichen Carmen de Gestis Frederici imperatoris in Lombardia (1965) vor. 1979 edierte sie die Translatio des heiligen Vitus von Corvey. 1989 erschien die Ausgabe des sogenannten Chronographus Corbeiensis. Sie arbeitete mit an einer Neubearbeitung der Quellenkunde Wattenbachs. Eine von ihr seit 1945 beabsichtigte kritische Edition der Frutolf- und Ekkehard-Chronik konnte sie nicht vollenden.
Seit 1970 war sie in ehrenamtlicher Arbeit für die Katholische Frauengemeinschaft Deutschlands (KFD) tätig. Schmale-Ott schrieb nicht nur Artikel für verschiedene Frauenzeitschriften, sondern auch Beiträge für den Band „Große Frauengestalten der abendländischen Geschichte vom 4. bis 16. Jahrhundert“ (1987) und die Darstellung „Was die Kirche den Frauen verdankt“ (1989). Sie war von 1971 bis 1981 im KFD-Diözesanvorstand des Diözesanverbands Essen und von 1981 bis 1985 Präsidentin des Bundesverbands der KFD. Sie setzte sich für das Priesteramt der Frauen ein. Ihr wurde der Orden Pro Ecclesia et Pontifice und 1986 das  Bundesverdienstkreuz 1. Klasse verliehen.

## Schriften
Monografien
- Gerhoh von Reichersberg als Geschichts- und Staatsdenker des 12. Jahrhunderts. Marburg 1942 (Marburg, Philosophische Fakultät, Dissertation vom 25. Februar 1942) (online).

Herausgeberschaften und Editionen
- Anstifterinnen. Was die Kirche den Frauen verdankt. Klens, Düsseldorf 1999, ISBN 3-87309-166-6.
- Quellen zum Investiturstreit: Schriften über den Streit zwischen Regnum und Sacerdotium. Lateinisch und deutsch. Wissenschaftliche Buchgesellschaft, Darmstadt 1984, ISBN 3-534-07828-4.
- Annalium Corbeiensium continuatio saeculi XII. Et Historia Corbeiensis monasterii annorum MCXLV – MCXLVII cum additamentis (Chronographus Corbeiensis) = Fortsetzung der Corveyer Annalen des 12. Jahrhunderts und Die Geschichte des Klosters Corvey der Jahre 1145–1147 mit Zusätzen (Der Corveyer Chronograph). Aschendorff, Münster 1989, ISBN 3-402-06868-0.
- Translatio Sancti Viti martyris = Übertragung des hl. Märtyrers Vitus. Aschendorff, Münster 1979, ISBN 3-402-05993-2.
- Carmen de gestis Frederici I. imperatoris in Lombardia (= Monumenta Germaniae Historica, Scriptores rerum Germanicarum in usum scholarum. Bd. 62). Hahn, Hannover 1965 (Digitalisat).
- Ruotgers Lebensbeschreibung des Erzbischofs Bruno von Köln (= Ruotgeri Vita Brunonis archiepiscopi Coloniensis) (= Monumenta Germaniae Historica. Scriptores. Bd. 6, Scriptores rerum Germanicarum, Nova Series. Bd. 10). Böhlau, Köln u. a. 1951 (Digitalisat).